# Джиси
Джѝси (на италиански: Gissi) е малко градче и община в Южна Италия, провинция Киети, регион Абруцо. Разположен е на 499 m надморска височина. Населението на общината е 2899 души (към 2013 г.).